# Hatakeyama Yoshitaka
Hatakeyama Yoshitaka est un nom japonais traditionnel ; le nom de famille (ou le nom d'école), Hatakeyama, précède donc le prénom (ou le nom d'artiste).
Hatakeyama Yoshitaka (畠山 義隆, 1556-4 mars 1576) est un daimyo de l'époque Sengoku, 11e chef du clan Hatakeyama de la province de Noto. Il est communément admis que le clan Cho et ses partisans ont usurpé la position de Yoshitaka plus tard cette année et l'ont assassiné en 1576, mais certaines sources affirment qu'il a vécu jusqu'en 1577, se suicidant après qu'Uesugi Kenshin a assiégé le château de Nanao dans la province de Noto.

## Source de la traduction
- (en) Cet article est partiellement ou en totalité issu de l’article de Wikipédia en anglais intitulé « Hatakeyama Yoshitaka » (voir la liste des auteurs).